# Best of 2Pac Part 1: Thug
A Best of 2Pac válogatáskiadvány Thug címen megjelent első része válogatás Tupac Shakur legnagyszerűbb dalaiból az Amaru kiadásában. A lemez 2007. december 4-én került a boltokba, a második, Life címen kiadott CD-vel együtt, ám ezek csak külön voltak megvásárolhatóak. Az albumon – 9 korábban kiadott zeneszám mellett – egy új remix és egy mindeddig kiadatlan zeneszám is kiadásra került. Érdekesség, hogy Tupac 1998-as Greatest Hits albumán (mely szintén válogatás volt) az ezen megtalálható számok nagy része (11-ből 9) már ki lett adva. Az album november 30-án – négy nappal a megjelenés előtt – kikerült az Internetre.

## Számok[1]
- 01. 2 of Amerikaz Most Wanted (közreműködő:  Snoop Doggy Dogg)
- 02. California Love (Original Mix) (közreműködő: Dr. Dre, Roger Troutman)
- 03. So Many Tears
- 04. I Ain't Mad At Cha (közreműködő: Danny Boy)
- 05. How Do U Want It (közreműködő: K-Ci és JoJo)
- 06. Trapped (közreműködő: Shock G)
- 07. Changes (közreműködő: Talent)
- 08. Hail Mary (közreműködő: Outlawz és Prince Ital Joe)
- 09. Unconditional Love (közreműködő: Eboni Foster)
- 10. Dear Mama (Remix) (közreműködő: Anthony Hamilton)
- 11. Resist The Temptation (közreműködő: Amel Larrieux)